# Вранське озеро (Црес)
Вра́нське озеро (хорв. Vransko jezero) — озеро в Хорватії на острові Црес, в Приморсько-Горанській жупанії. Знаходиться в центральній частині острова за 12 км на південь від міста Црес. Найважливіше джерело прісної води у регіоні.
Площа озера — 5,8 км², довжина — 7 км, ширина до 1,5 км. Вранське озеро — шоста за площею водойма Хорватії й третє за величиною природне озеро. Найбільша глибина — 74 метри, серед озер Хорватії площею більш ніж 0,2 км² озеро на Цресі найглибше. Висота урізу води над рівнем моря — 16 метрів, але трапляються сезонні коливання до напівметра. Озеро має овальну форму, витягнуто з півночі на південь. Оточено пагорбами, найвищі з них Елмо (483 м) і Перскра (429 м). В озері живуть щуки, коропи і лини.
Для вкрай бідного прісною водою регіону Вранське озеро, що містить завдяки своїй глибині 200 мільйонів кубометрів чистої прісної води, винятково важливе в плані постачання населення питною водою. Водогін від озера, що постачає воду в місто Црес, був побудований в 1953 році. Десятьма роками пізніше подача води із Вранського озера була організована на сусідній острів Лошинь, у Малий Лошинь і Велий Лошинь. У цей час Вранське озеро забезпечує питною водою все населення двох островів, причому його вода настільки чиста, що вона навіть не проходить фільтрацію й санобробку перед подачею у водопровід. Чистота води озера під контролем, на його берегах заборонено пасти худобу й вести сільськогосподарську діяльність із використанням добрив, заборонені кемпінг і викидання будь-якого сміття.
За своїм походженням Вранське озеро — затоплена водою криптодепресійна западина. Найглибша точка озера лежить на 58 метрів нижче рівня моря.